# Orcotuna (distrito)
Orcotuna é um distrito da província de Concepción, localizado do Departamento de Junín, Peru.

## Transporte
O distrito de Orcotuna é servido pela seguinte rodovia:
- PE-3SB, que liga o distrito de Jauja ao distrito de Sicaya[2][3][4]